# Kostel svatého Bartoloměje (Bobrůvka)
Kostel svatého Bartoloměje je filiální kostel římskokatolické farnosti Moravec, nachází se na východním okraji obce Bobrůvka. Jedná se o raně gotickou stavbu s polygonálním závěrem a hranolovou věží s dřevěným zvonicovým patrem. Okolo se rozprostírá hřbitov obehnaný kamennou ohradní zdí.  Kostel je chráněn jako kulturní památka České republiky.
V kostele se nachází boční oltář Panny Marie. V kostele dlouho působil jako kněz Josef Valerián. Existuje vystřihovánka papírového modelu kostela svatého Bartoloměje.

## Historie
Kostel pochází pravděpodobně z druhé poloviny 12. století, od počátku byl farním kostelem, mezi 15. a 16. stoletím byl kostel husitským a posléze českobratrským. Po bitvě na Bílé hoře byl kostel vypálen a přibližně 70 let chátral. První opravy započaly již v roce 1672, opravy byly dokončeny však až mezi lety 1696 a 1704, kdy se stal opět katolickým kostelem. V tu dobu byl kostel filiálkou farnosti Horní Bobrová, také v tu dobu byla navýšena věž a bylo přistavěno dřevěné druhé patro a barokní báň. Původní klenba byla stržena a byla postavena dřevěná trámová střecha, byl také postaven hlavní oltář s obrazem od Ferdinanda Lichta, boční oltář a kazatelna. V roce 1776 byla postavena farní budova nedaleko kostela. Ve stejnou dobu byla přistavěna sakristie ku kostelu a v roce 1794 byl kostel opraven, v roce 1817 pukl zvon a v ten samý rok byl pořízen nový. V roce 1894 byl pořízen zvon svatého Jana Nepomuckého.
Další rekonstrukci kostel prodělal v roce 1930, byly při ní restaurovány původní malby a výklenky, o pět let později byly na věž instalovány hodiny z daru Marie Veselé, z jejího daru byla také připraveno elektrické osvětlení kostela. V roce 1958 byl pořízen tzv. umíráček. Hodiny posléze byly v roce 1981 nahrazeny novými elektrickými, o rok později byla renovována elektroinstalace, interiérová omítka a byly pořízeny nové kostelní lavice. V roce 1983 pak byla zřízena toaleta a vykopána studna, v roce 1984 pak byly opraveny dveře kostela a instalován elektrický pohon zvonů. V roce 1988 pak byla provedena velká rekonstrukce kostela, byla sundána báň a také byla opravena, stejně tak jako byla opravena střecha kostela a věže a byla pobita plechem. V roce 1988 pak byl pořízen zvon svatého Josefa.
V roce 1999 byla opravena zeď okolo hřbitova, další rekonstrukce pak proběhla v roce 2003, byla vyměněna dřevěná podlaha sakristie za dlažbu. V roce 2008 pak byla rekonstruována interiérová omítka a byly provedeny sanační práce a odvlhčení kostela. V roce 2013 pak bylo vyměněno schodiště v kostele.

## Galerie

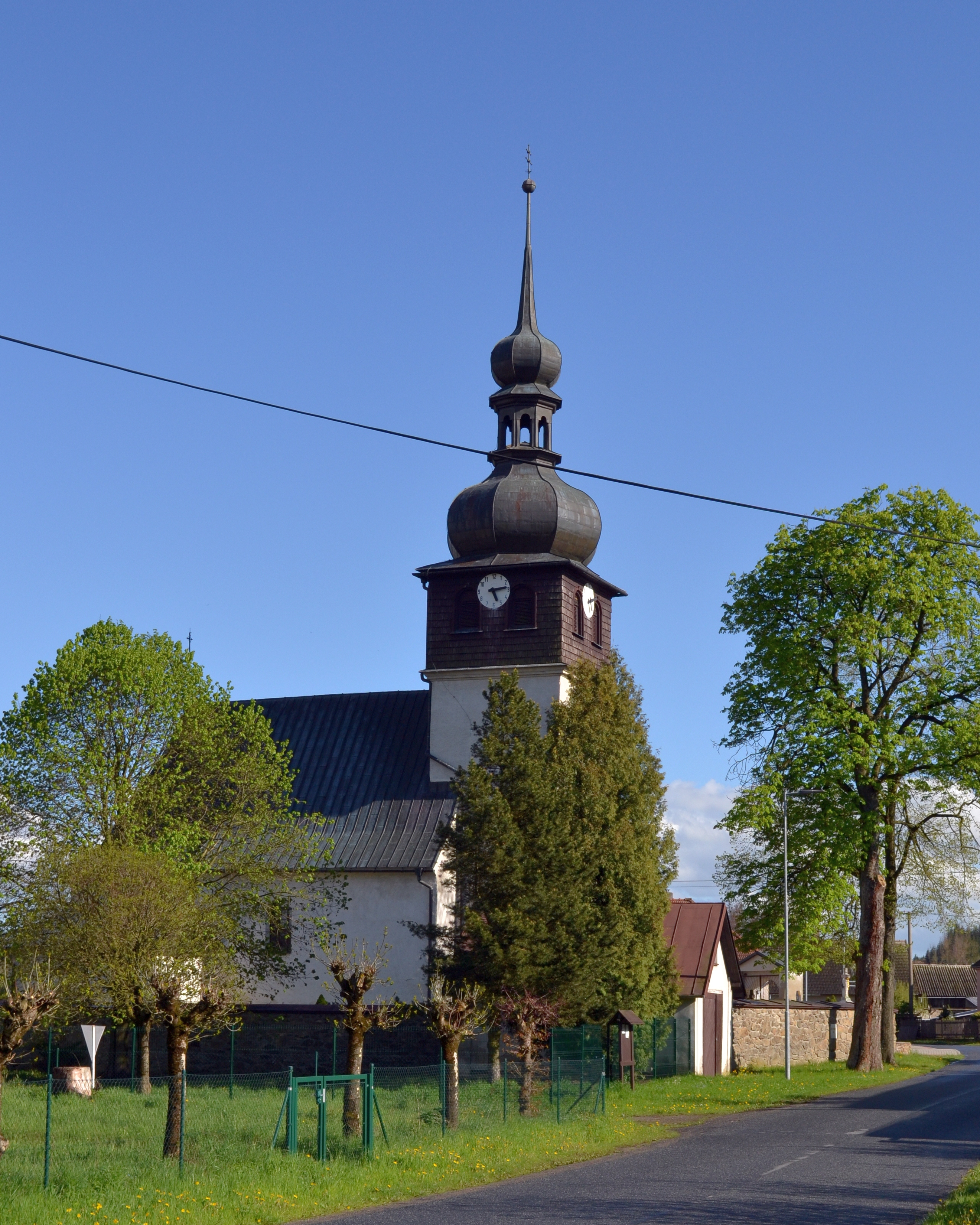
pohled od severu
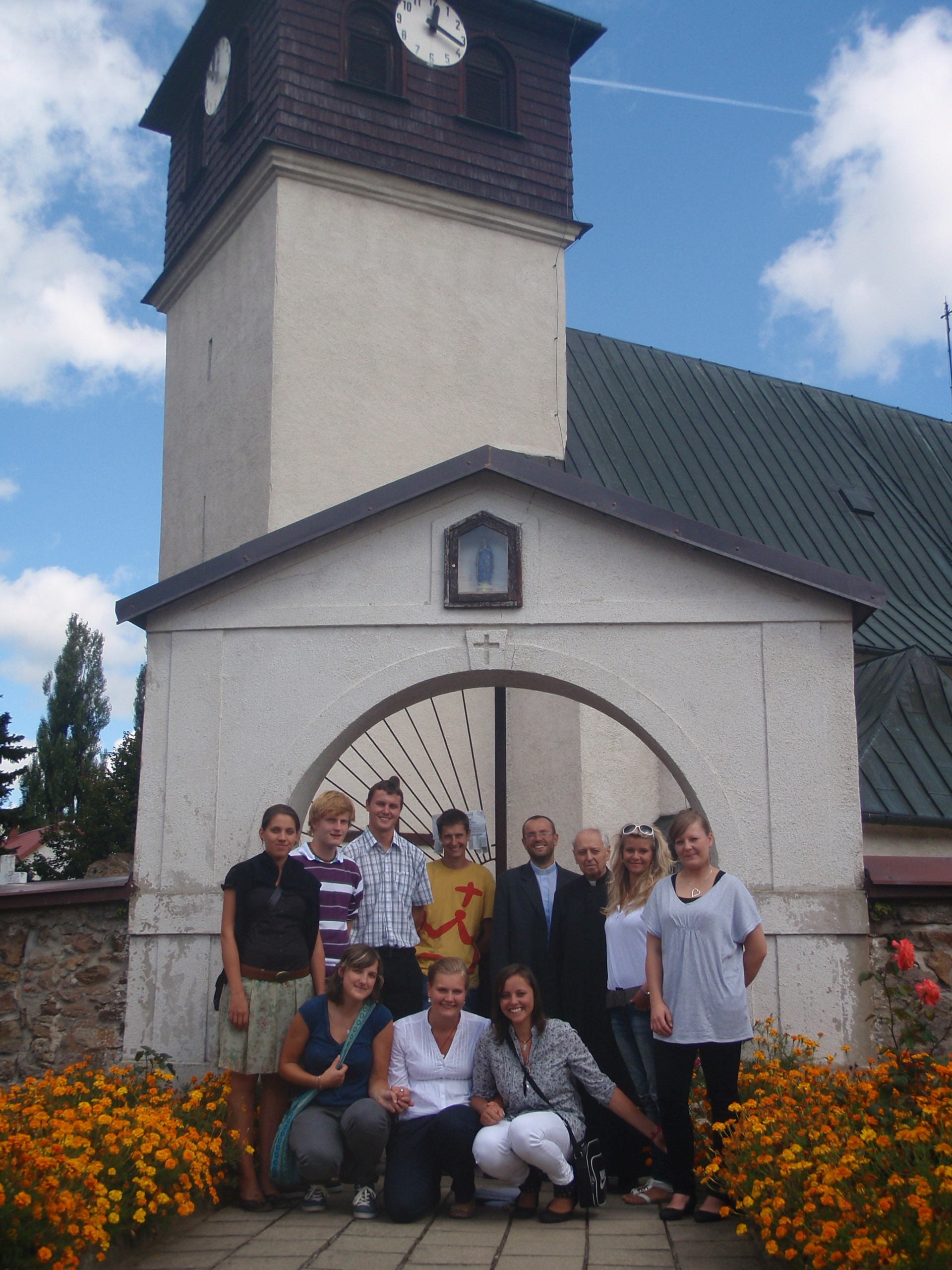
kněz Josef Valerián s farníky před kostelem
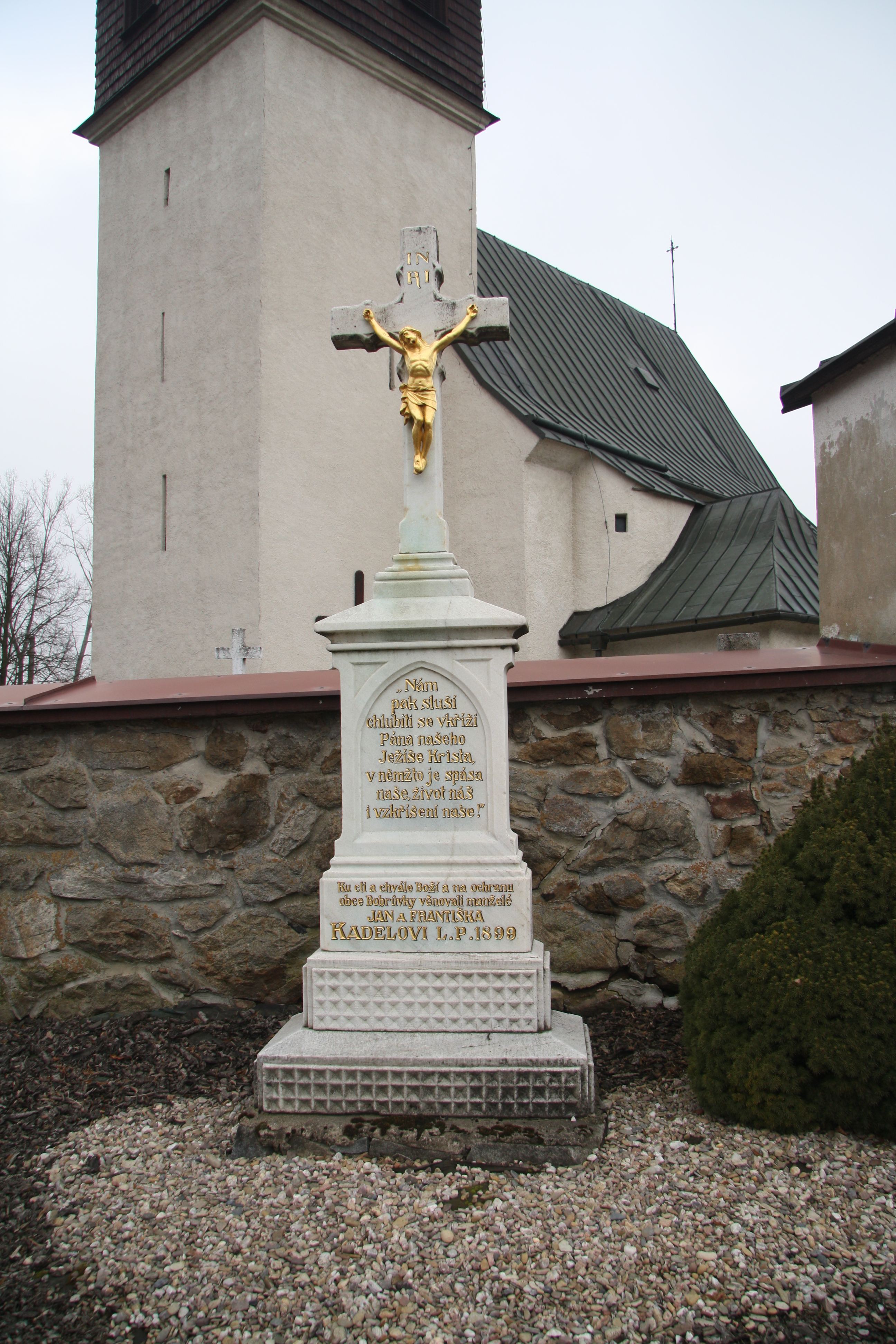
kříž u kostela
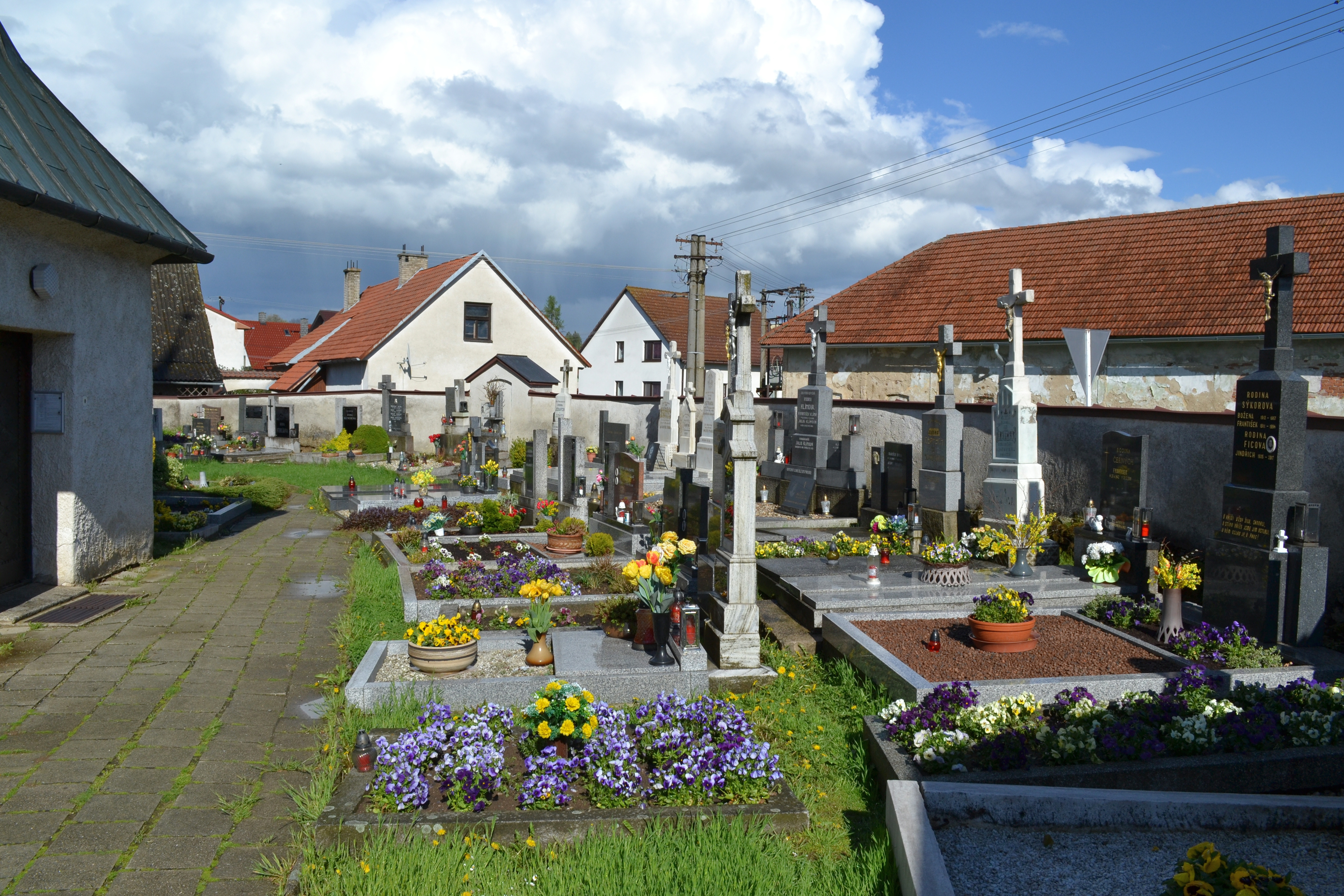
hřbitov